# Taison
Taison Barcellos Freda eller bare Taison (født 13. januar 1988 i Pelotas, Brasilien), er en brasiliansk fodboldspiller (offensiv midtbane / kant). Han spiller for den ukrainske Premier League-klub Shakhtar Donetsk som han har været tilknyttet siden 2013.

## Klubkarriere
Taison startede sin karriere i hjemlandet hos Porto Alegre-storklubben Internacional. Her spillede han frem til 2010, hvor han rejste til Ukraine og skrev kontrakt med Metalist Kharkiv. I 2013 skiftede han til Metalists ligarivaler fra Shakhtar Donetsk for en pris svarende til 110 millioner danske kroner. 

## Landshold
Taison har (pr. maj 2018) spillet seks kampe og scoret ét mål for Brasiliens landshold. Han debuterede for holdet 6. september 2016 i en VM-kvalifikationskamp på hjemmebane mod Colombia. Han var en del af den brasilianske trup til VM 2018 i Rusland.